# JonDo
JonDo je webový anonymizér, který je dále vyvíjen obchodní společností JonDos GmbH. Jeho název je odkazem na anglický zástupný symbol pro anonymní osobu, jméno John Doe. Služba vychází z anonymizéru Java Anon Proxy (protože Java je ochranná známka společnosti Sun Microsystems a nemůže být bez dalšího používána, byl zpravidla používán pouze akronym JAP) projektu AN.ON, na kterém se podílely Technická univerzita v Drážďanech, Univerzita v Řezně a Nezávislé zemské centrum ochrany dat spolkové země Šlesvicko-Holštýnsko. Poté, co byla v roce 2006 ukončena státní podpora projektu, založili někteří spolupracovníci na projektu podnikatelský subjekt JonDos a pokračují nadále ve vývoji produktu.
JonDo je jako svobodný software šířen pod BSD licencí.

## Způsob fungování
Uživatel zanese do aplikace, která má sloužit k anonymnímu přístupu do internetu (typicky webového prohlížeče), místní adresu klienta programu JonDo jako proxy server. Tento klient se stará o komunikaci se sítí tzv. mixů zvolené kaskády, přičemž přebírá rovněž funkci šifrování přenášených dat. Při tom si klient vymění s každým jednotlivým mixem kaskády vlastní důvěrný šifrovací klíč, a to tak, že každý z klíčů je znám pouze jednomu z mixů a klientovi. Zatímco data procházejí kaskádou, dešifruje každý mix tato data pouze jemu známým dešifrovacím klíčem. Poté, co tak učiní poslední mix v kaskádě, zjistí konkrétní nešifrovaná data a odešle je zamýšlenému adresátovi. Zpětně posílá adresát požadovaná data poslednímu mixu v kaskádě. Jednotlivé mixy si mezi sebou data přepošlou směrem ke klientovi, který si je vyžádal, přičemž je postupně šifrují svými jedinečnými šifrovacími klíči. Poté, co vyžádaná data absolvují cestu celou kaskádou, jsou předána posledním mixem v kaskádě klientovi, který je dešifruje a předá vlastní aplikaci (typicky tedy webovému prohlížeči).
Anonymním se uživatel jeví vnějšímu pozorovateli v rámci skupiny uživatelů stejné kaskády mixů. Kaskády s větším počtem uživatelů současně poskytují tedy větší anonymitu. Anonymita vůči provozovatelům mixů závisí naproti tomu na počtu mixů v kaskádě a na důvěryhodnosti provozovatelů jednotlivých mixů. V případě „spolupráce“ všech mixů v kaskádě by mohla být zdrojová IP adresa uživatele, již zná pouze v pořadí první z mixů, spojena s obsahem dat vyžádaných posledním z mixů v kaskádě, čímž by došlo k vyzrazení aktivit uživatele. Jelikož si orgány činné v trestním řízení, popřípadě i další orgány veřejné správy, mohou zmíněnou „spolupráci“ provozovatelů jednotlivých mixů vynutit, je pro zachování anonymity prospěšné složení kaskády z mixů umístěných v různých státech.

### Výhody a nevýhody popsaného anonymizačního modelu
JonDo je, na rozdíl od jiných anonymizačních služeb jako je třeba Tor, založen na konceptu pevných kaskád složených z tzv. mixů. Teoreticky je tento model odolný i v případě sledování celého datového provozu sítě vnějším pozorovatelem. Při implementaci uvedeného anonymizačního procesu v reálném čase se však mohou vyskytnout i problémy. Model úspěšného útoku proti kaskádě je ale omezený: bezpečnosti vůči útočníkovi je dosaženo v případě, že tento může monitorovat síť pouze lokálně na jednom místě. Naproti tomu by se útočníkovi, který je s to odposlouchávat datový provoz všech mixů v kaskádě, mohlo podařit zjistit kompletně aktivity jednotlivých uživatelů dané kaskády mixů. Případnému útočníkovi zjednodušuje situaci okolnost, že existuje pouze omezený počet kaskád mixů, v důsledku čehož je třeba, aby byl útočník přítomen na menším počtu přístupových bodů, aby mohl komunikaci přenášenou prostřednictvím JonDo odposlechnout. Zvýšení počtu kaskád mixů se jako protiopatření jeví problematickým, neboť by nebylo ve shodě se základním principem systému, kdy zvýšený počet aktivních uživatelů jednotlivé kaskády zaručuje vyšší stupeň anonymity. V případě rozšíření počtu kaskád mixů by došlo k rozmělnění počtu uživatelů připadajícího na jednu kaskádu.
Na druhou stranu je ovšem nutno uvést, že model založený na kaskádách mixů se svým přehledným počtem provozovatelů jednotlivých mixů dává prostor k důkladnému dohledu nad těmito provozovateli. Tím dochází ke zvýšení jistoty ohledně kvality provozovatelů mixů (na rozdíl od např. provozovatelů uzlů systému Tor).

## Provozovatelé mixů
JonDos sází výlučně na certifikované provozovatele mixů. Tito musí prokázat svoji identitu u nejméně jedné ze tří stávajících certifikačních autorit, kterými jsou JonDos, AN.ON, German Privacy Foundation a uzavřít provozovatelskou smlouvu. Smyslem této smlouvy je jednak zajištění anonymity uživatelů, jednak nezávislost provozovatelů mixů na společnosti JonDos. Tímto způsobem je možno vybudovat kaskády mixů bez nutnosti existence jejich centrální správy, což znemožňuje JonDos nebo jiné certifikační autoritě mixy ovládat.
Existuje celé spektrum provozovatelů mixů z různých států, nejvíce se jich však nachází v Německu. Provoz probíhá jak díky soukromým osobám, tak i díky firmám a organizacím, zejména z oblasti ochrany dat. Mezi provozovateli se nachází rovněž původní partneři projektu AN.ON, tj. Technická univerzita v Drážďanech, Nezávislé zemské centrum ochrany dat spolkové země Šlesvicko-Holštýnsko - Unabhängiges Landeszentrum für Datenschutz Schleswig-Holstein), samotný JonDos, jakož i Německá pirátská strana, Německá nadace ochrany soukromí a další.

## Model zpoplatnění služby
Protože je provoz mixu takového rozsahu, že nemůže být pokryt jako v případě např. systému Tor běžnou vysokorychlostní přípojkou k internetu, vyvstala otázka financování provozu mixů. Na jedné straně umožňují provoz několika bezplatných kaskád sponzoři. Tyto kaskády jsou však často tak silně vytížené, že rychlost přenosu dat k uživateli nezřídka leží pod úrovní rychlosti přípojky ISDN.
Po zakoupení některého z datových tarifů je však možné využívat i zpoplatněné kaskády, které v zásadě dosahují podstatně vyšších přenosových rychlostí. Za zpoplatněnými kaskádami je navíc zapojen převážně SOCKS proxy server (namísto běžného HTTP proxy serveru), což umožňuje anonymizaci většího počtu funkcí, nejen prohlížení webových stránek. Rovněž stran standardu anonymity se zde nabízejí některé výhody, neboť kaskády jsou delší než ty bezplatné a zahrnují pravidelně mixy provozované v různých státech, což může být nepřekonatelným problémem i pro orgány činné v trestním řízení na národní úrovni v jednom státě. Nevýhodou může být to, že zpoplatněné kaskády mají podstatně menší počet aktivních uživatelů, což na druhou stranu snižuje účinnost anonymizačního procesu (je „smícháno“ méně dat různých uživatelů). K odečítání zakoupeného datového objemu dochází prostřednictvím pseudonymního jednorázového konta. Získání takového konta je přitom možné i za použití plně anonymního platebního systému jako je např. Paysafecard tak, aby se provozovatel anonymizační služby nedozvěděl žádné osobní údaje uživatele.
Samotné stáhnutí a používání potřebného softwaru je však vždy bezplatné.

## Software
JonDo je nabízen ke stažení jako instalační balíček pro platformy Microsoft Windows (98, ME, 200x, XP, Vista, 7), Mac OS X a pro na Debianu založené linuxové distribuce. Pro ostatní operační systémy je k dispozici JAR soubor, takže na nich může být JonDo rovněž provozován, je-li dostupné odpovídající prostředí JAVA.

### Záložní ukládání dat (německy Vorratsdatenspeicherung)
Od ledna 2009 platí pro některé německé servery a kaskády následující povinnost:
1. První z mixů ukládá IP adresu, datum a čas příchozího spojení, jakož i číslo odchozího kanálu každého spojení, na kterém jsou předávána data druhému mixu.
2. Prostřední mixy ukládají příchozí a odchozí čísla kanálů, jakož i datum a čas předmětného sestavení kanálu.
3. Poslední mixy ukládají číslo kanálu příchozího spojení, datum a čas sestavení a odpojení kanálu, číslo portu zdroje odchozího požadavku, jakož i jeho datum a čas.